# Natalja Wassiljewna Sjatikowa
Natalja Wassiljewna Sjatikowa (* 5. Mai 1974 in Kemerowo) ist eine ehemalige russisch-belarussische Skilangläuferin.

## Werdegang
Sjatikowa debütierte im Februar 1996 in Kavgolovo im Weltcup und belegte dabei den 51. Platz über 10 km klassisch. Ihre ersten Weltcuppunkte holte sie bei ihren zweiten Weltcupauftritt im Januar 1998 in Kavgolovo mit dem 20. Platz über 10 km Freistil. Bei der Winter-Universiade 2001 in Zakopane gewann sie die Silbermedaille über 15 km Freistil. Im März 2001 erreichte sie in Kavgolovo mit dem zehnten Platz über 15 km Freistil ihre erste Top-Zehn-Platzierung im Weltcup. Nachdem sie nach der Saison 2000/01 vom russischen Verband zum belarussischen Verband wechselte, kam sie in der Saison 2001/02 bei acht Teilnahmen im Weltcupeinzel, zweimal in die Punkteränge. Ihre besten Resultate beim Saisonhöhepunkt den Olympischen Winterspielen 2002 in Salt Lake City waren der 17. Platz im 15-km-Massenstartrennen und der fünfte Rang mit der Staffel. In der folgenden Saison erreichte sie im Weltcup zwei Platzierungen in den Punkterängen. Dabei errang sie mit dem neunten Platz über 5 km Freistil in Kavgolovo ihr bestes Einzelergebnis im Weltcup und erreichte zum Saisonende mit dem 60. Platz im Gesamtweltcup ihr bestes Weltcupgesamtergebnis. Ihre besten Platzierungen bei den nordischen Skiweltmeisterschaften 2003 im Val di Fiemme waren der zehnte Platz über 30 km Freistil und der fünfte Rang mit der Staffel. In der Saison 2003/04 und 2004/05 kam sie im Weltcup insgesamt viermal in die Punkteränge und belegte die Plätze 85 und 81 im Gesamtweltcup. Ab der Saison 2005/06 startete sie wieder für den russischen Verband. Sie trat in der Saison 2005/06 und 2006/07 bei nationalen Wettbewerben an und nahm ab der Saison 2007/08 bis zu ihrer letzten aktiven Saison 2012/13 vorwiegend am Eastern-Europe-Cup teil. Dabei holte sie zwei Siege und errang zudem drei dritte Plätze. Ihre besten Gesamtplatzierungen dabei waren der vierte Platz in der Saison 2007/08 und der siebte Rang in der Saison 2008/09.

## Persönliches
Ihre Zwillingsschwester Wera war ebenfalls Skilangläuferin.

## Siege bei Continental-Cup-Rennen
| Nr. | Datum             | Ort            | Disziplin     | Serie              |
| --- | ----------------- | -------------- | ------------- | ------------------ |
| 1.  | 22. November 2007 | Werschina Tjoi | 5 km Freistil | Eastern-Europe-Cup |
| 2.  | 21. November 2008 | Werschina Tjoi | 5 km Freistil | Eastern-Europe-Cup |